# Барк, Нильс (1713–1782)
Граф Нильс Барк (швед. Nils Barck; 1713 — 30 ноября 1782, Стокгольм, Швеция) — шведский политик и дипломат.

## Биография
Родился в семье государственного секретаря Самуэля Барка, был братом исполняющего обязанности губернатора Ульрика Барка.
В молодости начал карьеру на государственной службе. В 1731—1733 годах совершил заграничную учебную поездку. Член парламента Швеции. Участвовал в риксдагах 1738—1743 годов, где принадлежал к партии «колпаков».
Благодаря своим симпатиям к русским, после окончания войны в 1743 году Барк был назначен посланником в Санкт-Петербург. Оттуда в 1747 году был переведен в Вену, где руководил дипломатическими делами до 1781 года.
В 1763 году Нильс Барк был назначен на должность канцлера шведского двора.
Его сын композитор Нильс Барк (1760–1822) служил губернатором Висмара